# Allan Whitwell
Allan Whitwell, född den 5 maj 1954 i York i Storbritannien, är en brittisk roddare.
Han tog OS-silver i åtta med styrman i samband med de olympiska roddtävlingarna 1980 i Moskva.